# Vlastimil Fiala (letec)
Plukovník pilot Vlastimil Fiala (11. srpna 1893 Opočnice – 3. března 1947 Borohrádek) byl český voják, během první světové války vojenský pilot c. k. Rakousko-uherského letectva, posléze československý legionář v Rusku, účastník Ruské občanské války a tzv. Sibiřské anabáze, posléze pak důstojník Československého letectva. Roku 1918 se stal velitelem 1. samostatného leteckého oddílu legií a působil jako jeden z mála legionářských pilotů v Rusku. Byl otcem divadelní a filmové herečky Květy Fialové.

## Život

### Mládí
Narodil se v obci Opočnice nedaleko Poděbrad ve středočeském Polabí v rodině rolníka Františka Fialy a jeho manželky Anny, rozené Krátké. Absolvoval reálku v Pardubicích, poté odešel do Prahy studovat strojní inženýrství na ČVUT a filosofii na Filozofické fakultě Karlo-Ferdinandovy univerzity. V květnu 1914 se přihlásil jako jednoroční dobrovolník do rakousko-uherské armády k povinné vojenské službě se zařazením k dělostřelectvu.

### První světová válka
Dne 28. července 1914, když Rakousko-Uhersko vyhlásilo válku Srbsku, Fialova jednotka se přesunula do Haliče, kde bojovala na východní frontě války. Roku 1915 se Fiala přihlásil na pilotní kurz ve Vídeňském Novém Městě a Krakově, který zakončil získáním pilotního diplomu a následně byl přezařazen do c. k. letectva. Za podíl na sestřelu ruského letadla u Kamence Podolského v dubnu 1916 byl povýšen do hodnosti záložního poručíka.
Dne 22. dubna 1917 byl jeho letoun sestřelen nad Bukovinou a Fiala upadl do ruského zajetí. Při pobytu v Rusku se přihlásil do nově vznikajících československých legií. Krátce po jejich založení v srpnu 1917 provedl pokus o iniciaci vzniku československé letecké jednotky, čemuž nebylo vyhověno. Fiala pak sloužil u 9. leteckého sborového oddílu ruského letectva.

### Československé legie

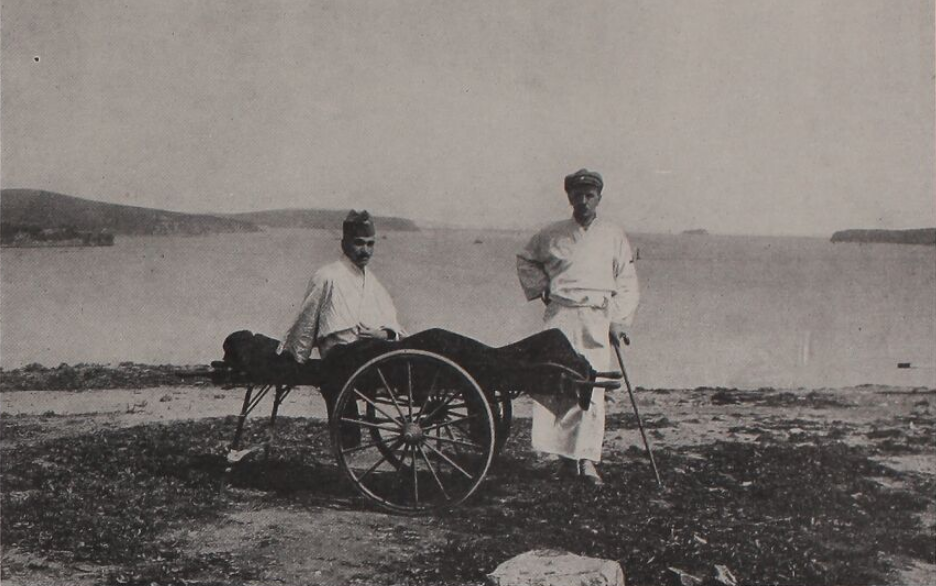
Kapitán Vlastimil Fiala a četař Antonín Hartman během rekonvalescence po letecké nehodě v březnu 1919

Když v listopadu 1917 vypukla v Ruském impériu Říjnová revoluce, vládu nad zemí převzala komunistická vláda v Moskvě. V březnu 1918 pak uzavřela s Trojspolkem separátní mír v Brestu-Litevském. Fiala ještě krátce působil jako technický ředitel 5. ukrajinského leteckého parku ve Svjatošině, následně se vrátil k legiím. Spolu s letcem Lvem Robertem Melčem v únoru 1918 založil 1. československý aviatický a automobilový oddíl. Jednotka disponovala britskými stroji Sopwith; ještě před zapojením do bojových operací se však v červnu 1918 strojů zmocnila Rudá armáda a letecký oddíl byl pro absenci letounů rozpuštěn. Fiala pak s legiemi pokračoval po jimi obsazené Transsibiřské magistrále do Vladivostoku, kde působil jako štábní operační důstojník 2. střelecké brigády. Na podzim 1918 obnovil ve Vladivostoku letecký oddíl, mj. prostřednictvím letounů nakoupených z USA.
První let oddílu vykonal Fiala s pozorovatelem Hartmanem u příležitosti narozenin nově zvoleného prezidenta Masaryka 7. března 1919. Stroj měl však během letu poruchu a byl tak nucen nouzově přistát na zamrzlém moři v Ussurijském zálivu, Fiala při tom utrpěl zranění kolene. Jako invalida byl 12. března 1919 naloděn s osmým transportem na loď Heffron plující do Evropy. U pobřeží Japonských ostrovů však loď ztroskotala, musela být opravena, a proto do Evropy doplula až koncem roku 1919.

### Po vzniku Československa
Stal se členem Československé armády. Od března do dubna 1921 působil jako přednosta leteckého oddělení Ministerstva národní obrany, v letech 1921–1922 pak jako velitel 3. leteckého pluku v Nitře. Absolvoval také studijní cestu do západní Evropy. Po osobní roztržce z ministerstva i aktivní služby roku 1925 odešel a začal hospodařit na statku v Ipeľce u Lučence (nyní obec Buzitka). Zde s rodinou žil až do 1938, kdy byla obec na základě Mnichovské dohody zabrána Maďarskem.
V roce 1922 napsal knihu Náš vzduch – naše moře, jejíž název zavdal ke vzniku úsloví Vzduch je naše moře, odkazující na akcent Československa na vojenské letectví náhradou za absenci přístupu k moři.
Závěr života strávil v Borohrádku ve východních Čechách.

### Úmrtí
Vlastimil Fiala zemřel 3. března 1947 v Borohrádku ve věku 53 let.

### Rodinný život
Byl ženatý s Květoslavou Fialovou, rozenou Šetkovou (1901–1979), výtvarnicí a propagátorkou buddhismu, s níž měl dvě dcery. Mladší Květa se posléze stala známou divadelní a filmovou herečkou.